# Daniel Carpo
Daniel Carpo (n. 26 noiembrie 1984 în Tulcea) este un jucător român de rugby în XV. Evoluează pe postul de închizător (nr.8).

## Carieră
A crescut în Mahmudia, județul Tulcea. S-a apucat de rugby datorită unui prieten de familie, fost antrenor de rugby, care l-a trimis pe el la LPS „Nicolae Rotaru” din Constanta. După absolvirea, s-a alăturat lui RCJ Farul Constanța, unde a devenit căpitanul echipei. A fost numit cel mai bun jucător din campionatul în anii 2010 și 2011. În 2012 a plecat la RCM Timișoara, cu care a câștigat titlul național în 2012 și în 2013. La sfârșitul sezonului 2014-2015, a semnat cu clubul Coventry RFC, care evolueza în al treilea eșalon valoric englez.
Și-a făcut debutul la echipa națională a României într-o partidă de Cupa Națiunilor IRB cu Italia A în iunie 2007. A participat la Cupa Mondială de Rugby din 2011 și cea din 2015. Până în octombrie 2015, a strâns 53 de selecții în națională și a marcat 45 de puncte, înscriind nouă eseuri.